# Паскаль Жольо
Паскаль Жольо (фр. Pascal Jolyot, нар. 26 липня 1958) — французький фехтувальник на рапірах, олімпійський чемпіон (1980 рік), срібний (1980 рік) та бронзовий (1984 рік) призер  Олімпійських ігор.

## Виступи на Олімпіадах
| Олімпіада         | Дисципліна           | Місце |
| ----------------- | -------------------- | ----- |
| Москва 1980       | індивідуальна рапіра | 2     |
| Москва 1980       | командна рапіра      | 1     |
| Лос-Анджелес 1984 | індивідуальна рапіра | 33    |
| Лос-Анджелес 1984 | командна рапіра      | 3     |